# Sophie Ellis-Bextor
Sophie Ellis-Bextor (Hounslow, Londen, 10 april 1979) is een Britse zangeres. Ze was frontvrouw van de inmiddels opgeheven band theaudience. Haar muziek is een mengeling van jarentachtig-discopop en hedendaagse dancegrooves.

## Biografie
Sophie Ellis-Bextor breekt in 2000 door als ze samenwerkt met Spiller voor het project Groovejet (If This Ain't Love). In 2001 komt Ellis-Bextor met haar eerste eigen nummer, Take Me Home. De Britse pers vergelijkt de 'posh' Sophie in eerste instantie nog met Victoria Beckham alias 'Posh Spice'. Maar die vergelijking gaat al snel mank. Waar Beckham met haar eerste cd volledig de mist ingaat schiet Ellis-Bextor met haar debuut-cd Read My Lips meteen naar de bovenste regionen van de hitlijsten.
Vervolgens zorgt Ellis-Bextor voor een van de grootste popmomenten uit 2002. Haar hitsingle Murder on the Dancefloor piekt wekenlang in nagenoeg alle hitlijsten. In 2002 is de song het meest gedraaide nummer in Europa. Met dit resultaat verslaat Ellis-Bextor gerenommeerde artiesten als Westlife, Kylie Minogue en Sugababes.
De single is afkomstig van haar debuutalbum Read My Lips, waarvan alleen al in Engeland meer dan een miljoen exemplaren worden verkocht. Er volgen nog twee hits van dit album: Get Over You (2002), en Music Gets the Best of Me (2002).
In 2003 wint Ellis-Bextor een Edison in de categorie Best Dance. De opvolger van haar debuut volgt eind 2003, getiteld Shoot from the Hip. De critici zijn echter teleurgesteld; niet alleen in de cd, maar ook door het peroxideblonde image waar ze juist een tegenwicht voor vormde. Er komen nog wel wat singles vanaf: Mixed Up World (2003), I Won't Change You (2003).
Een voor 2004 geplande tournee wordt wegens zwangerschap afgezegd; Ellis-Bextor wordt moeder van een zoontje, Sonny genaamd. De vader is Richard Jones, haar basgitarist tijdens een van haar tours en ook bandlid van The Feeling.
In juli 2005 stappen ze in het geheim in het huwelijk. Ze geven hun jawoord in een intieme ceremonie in het Italiaanse Umbrië. Ze huren een landhuis voor de plechtigheid en vertrekken daarna naar het zuiden voor de huwelijksreis.
In het voorjaar van 2007 maakt Ellis-Bextor haar muzikale comeback met de single Catch You. De single wordt op de voet gevolgd door haar derde studioalbum, Trip the Light Fantastic. Catch You levert geen succes op in de Nederlandse hitlijsten en in Engeland heeft ze al een tweede single klaar: Me and My Imagination. Een nummer in de typische Sophie Ellis-Bextor stijl, 29 juni 2007 was de release.
Ellis-Bextor stond op 26 juni 2007 in het voorprogramma van het '25 Live'-concert van George Michael in de Amsterdam ArenA.
Op 5 november 2008 kondigt Ellis-Bextor aan dat ze in verwachting is van haar tweede kind, dat in april 2009 geboren zou worden. Het kind werd negen weken te vroeg geboren, op 7 februari 2009.
Op 19 mei 2009 kondigde Ellis-Bextor aan dat de eerste single van het nieuwe album uitgebracht gaat worden op 29 juni, deze single gaat Heartbreak (Make Me a Dancer) heten en is gemaakt in samenwerking met de Freemasons. In een interview op de officiële website van Sophie vertelt ze tevens dat een 2e single rond augustus uit moet komen en we het nieuwe album aan het eind van het jaar mogen verwachten. De titel voor het nieuwe album is Make a Scene. Het tweede nummer van het album heet Bittersweet.
Sophie Ellis-Bextor heeft vijf zonen.

## Discografie

### Albums
| Album met eventuele hitnotering(en) in de Nederlandse Album Top 100 | Datum van verschijnen | Datum van binnenkomst | Hoogste positie | Aantal weken | Opmerkingen |
| ------------------------------------------------------------------- | --------------------- | --------------------- | --------------- | ------------ | ----------- |
| Read my lips                                                        | 21-06-2002            | 29-06-2002            | 10              | 24           |             |
| Shoot from the hip                                                  | 27-10-2003            | -                     |                 |              |             |
| Trip the light fantastic                                            | 21-05-2007            | -                     |                 |              |             |
| Make a scene                                                        | 12-06-2011            | -                     |                 |              |             |
| Wanderlust                                                          | 20-01-2014            | -                     |                 |              |             |
| Familia                                                             | 02-09-2016            | -                     |                 |              |             |

| Album met hitnotering(en) in de Vlaamse Ultratop 200 albums | Datum van verschijnen | Datum van binnenkomst | Hoogste positie | Aantal weken | Opmerkingen |
| ----------------------------------------------------------- | --------------------- | --------------------- | --------------- | ------------ | ----------- |
| Wanderlust                                                  | 2014                  | 01-02-2014            | 132             | 2            |             |
| Familia                                                     | 2016                  | 10-09-2016            | 164             | 1            |             |

### Singles
| Single met eventuele hitnotering(en) in de Nederlandse Top 40 | Datum van verschijnen | Datum van binnenkomst | Hoogste positie | Aantal weken | Opmerkingen                                                         |
| ------------------------------------------------------------- | --------------------- | --------------------- | --------------- | ------------ | ------------------------------------------------------------------- |
| Groovejet (If This Ain't Love)                                | 2000                  | 09-09-2000            | 10              | 12           | met Spiller / Nr. 13 in de Single Top 100 / Dancesmash op Radio 538 |
| Take me home                                                  | 2001                  | 13-10-2001            | tip2            | -            | Nr. 86 in de Single Top 100                                         |
| Murder on the Dancefloor                                      | 2002                  | 11-05-2002            | 4               | 15           | Nr. 7 in de Single Top 100 / Dancesmash op Radio 538                |
| Get over you                                                  | 2002                  | 24-08-2002            | 4               | 11           | Nr. 13 in de Single Top 100 / Dancesmash op Radio 538               |
| Music gets the best of Me                                     | 2003                  | 01-02-2003            | tip6            | -            | Nr. 76 in de Single Top 100                                         |
| Mixed up world                                                | 2003                  | 11-10-2003            | tip5            | -            | Nr. 76 in de Single Top 100                                         |
| Catch you                                                     | 2007                  | 07-04-2007            | tip2            | -            | Nr. 84 in de Single Top 100                                         |
| Me and my imagination                                         | 2007                  | 21-07-2007            | tip17           | -            |                                                                     |
| Heartbreak (Make me a dancer)                                 | 2009                  | 20-06-2009            | tip11           | -            | met Freemasons / Nr. 85 in de Single Top 100                        |
| Not giving up on love                                         | 16-08-2010            | 11-09-2010            | 13              | 10           | met Armin van Buuren / Nr. 8 in de Single Top 100                   |
| Murder on the Dancefloor                                      | 2002                  | 03-02-2024            | 24              | 5            | Re-entry / Nr. 7 in de Single Top 100                               |

| Single met hitnotering(en) in de Vlaamse Ultratop 50 | Datum van verschijnen | Datum van binnenkomst | Hoogste positie | Aantal weken | Opmerkingen                               |
| ---------------------------------------------------- | --------------------- | --------------------- | --------------- | ------------ | ----------------------------------------- |
| Groovejet (If this ain't love)                       | 2000                  | 23-09-2000            | 15              | 11           | met Spiller / Nr. 15 in de Radio 2 Top 30 |
| Murder on the Dancefloor                             | 2001                  | 11-05-2002            | 18              | 13           | Nr. 7 in de Radio 2 Top 30                |
| Get over you                                         | 2002                  | 31-08-2002            | tip3            | -            | Nr. 23 in de Radio 2 Top 30               |
| Music gets the best of me                            | 2003                  | 01-02-2003            | tip4            | -            |                                           |
| Mixed up world                                       | 2003                  | 15-11-2003            | tip8            | -            |                                           |
| I won't change you                                   | 2004                  | 06-03-2004            | tip11           | -            |                                           |
| Catch you                                            | 2007                  | 12-05-2007            | tip7            | -            |                                           |
| Me and my imagination                                | 2007                  | 14-07-2007            | tip9            | -            |                                           |
| Heartbreak (Make me a dancer)                        | 2009                  | 01-08-2009            | 33              | 5            | met Freemasons                            |
| Not giving up on love                                | 2010                  | 04-09-2010            | 26              | 5            | met Armin van Buuren                      |
| F*** with you                                        | 2012                  | 28-04-2012            | 35              | 1            | met Bob Sinclar & Gilbere Forte           |

### NPO Radio 2 Top 2000
Van Sophie Ellis-Bextor stond alleen Murder on the Dancefloor in 2024 in de NPO Radio 2 Top 2000, op plek 1482.